# Гайгалс, Лаймонс
Ла́ймонс Эдуа́рдс Гайга́лс (латыш. Laimons Eduards Gaigals; 24 мая 1922, Рига — 3 февраля 1990, Рига) — советский латышский кинорежиссёр и оператор неигрового кино.

## Биография
В кино с 1939 года, после Второй мировой войны — оператор на Рижской киностудии, а с 1957 года работал и как режиссёр. Автор более 800 сюжетов для кинопериодики, а также документальных и научно-популярных лент, посвящённых латвийской действительности. Был оператором большинства своих фильмов.

## Фильмография

### Оператор
- 1939 — Вместе с ветрами
- 1940 — 17 июня 1940 г.
- 1941 — Каугуреши
- 1946 — Лиго
- 1947 — Весна
- 1947 — Советская Латвия (совместно с группой операторов)
- 1948 — Патрианты
- 1957 — В родном краю
- 1957 — На больших скоростях
- 1957 — Фестиваль
- 1958 — Богатое приданое
- 1959 — Песня про озёра
- 1961 — Завтра заморозка не будет
- 1962 — Есть на свете такой парень
- 1963 — Тогда знай
- 1964 — Во имя господа
- 1965 — В праздничном настроении
- 1966 — Легенда о Даугаве
- 1966 — Приговор обжалованию не подлежит
- 1969 — Голоса земли
- 1970 — Две привычки
- 1971 — Зрелость
- 1971 — Строители
- 1971 — Формирование человека
- 1971 — Шофёры
- 1972 — Золотой фонд страны
- 1972 — Латышские стрелки
- 1972 — Медицина и время
- 1972 — Эликсир здоровья
- 1973 — Артур Лапинь
- 1973 — В этом стремительном мире
- 1974 — Особо опасные
- 1974 — Песня
- 1975 — Сельский диспетчер
- 1976 — Счастливое детство
- 1977 — В борьбе за жизнь и здоровье человека
- 1977 — Вэфовец
- 1978 — Школьные годы
- 1980 — Человек, который нужен всем
- 1982 — Ваша сестра — Латвия
- 1982 — Место в жизни
- 1982 — Осторожно, города!
- 1983 — Лён
- 1984 — Крестьяне будущего
- 1985 — Верните мне заявление
- 1985 — Мой дом, моя улица

### Режиссёр
- 1957 — В родном краю
- 1958 — Богатое приданое
- 1959 — Песня над озёрами
- 1960 — Город на Даугаве
- 1960 — Мирный атом в народном хозяйстве Латвии
- 1961 — Маяки зовут
- 1961 — Завтра заморозков не будет
- 1962 — Извалтская осень
- 1962 — Есть на свете такой парень
- 1963 — Тогда знай
- 1964 — Во имя господа
- 1965 — В праздничном настроении
- 1966 — Приговор обжалованию не подлежит
- 1968 — Андрей Упит
- 1981 — Рабочий клуб
- 1981 — Сельские новаторы
- 1989 — Белы ли пятна истории

## Награды
- 1972 — серебряная медаль имени Довженко за фильм «Латышские стрелки» (1972)[1]